# Złoczowski Batalion Obrony Narodowej

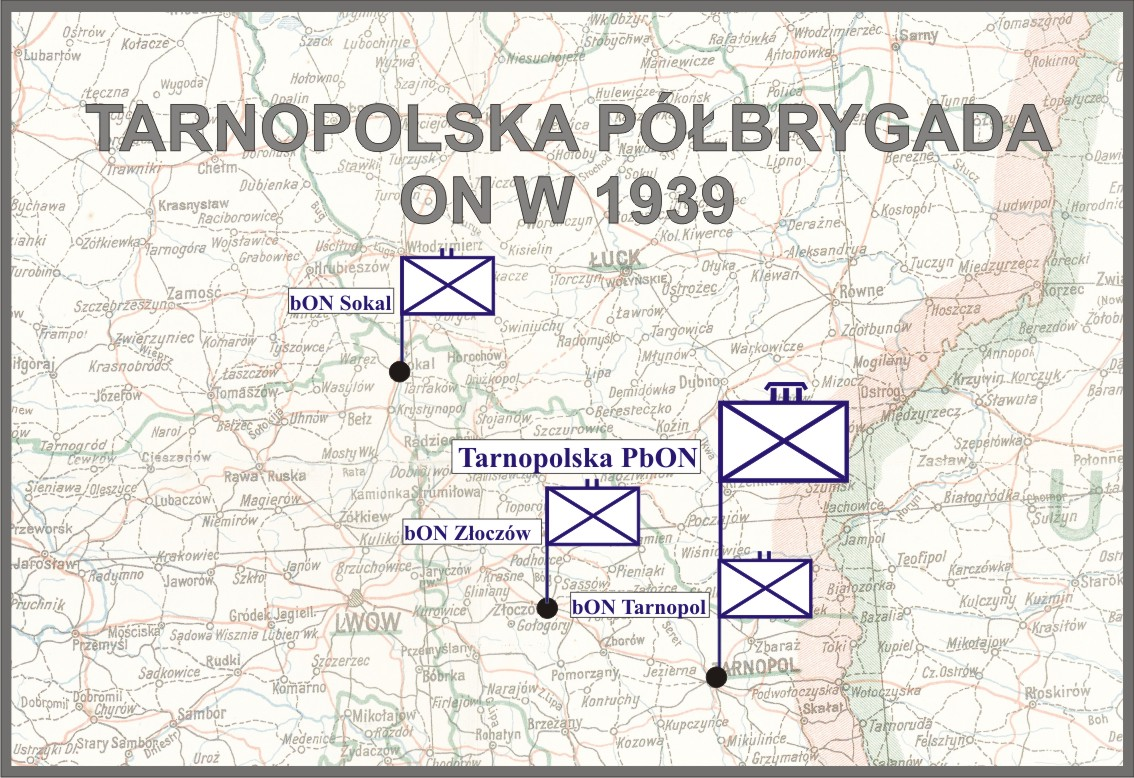
Tarnopolska Półbrygada ON

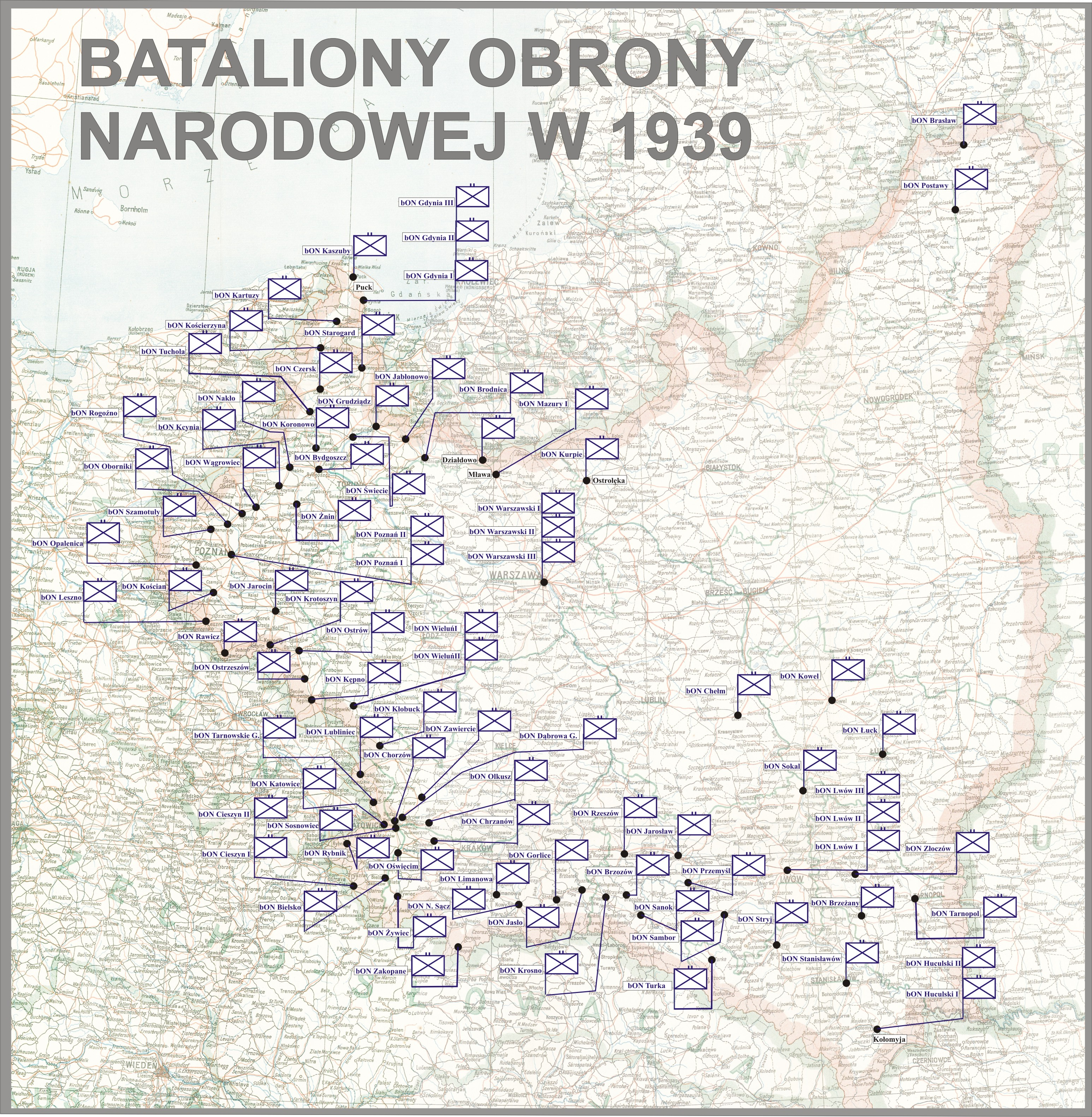
Obrona Narodowa w 1939

Złoczowski Batalion Obrony Narodowej (batalion ON „Złoczów”) – pododdział piechoty Wojska Polskiego II RP.
Pododdział nie występował w organizacji pokojowej wojska i nie był ujęty w tabeli alarmowania jednostek organizacyjnych Obrony Narodowej z 25 sierpnia 1939. O istnieniu batalionu mówią autorzy Polskich Sił Zbrojnych ..., Stanisław Truszkowski oraz płk. Józef Zończyk-Bohusz (szef referatu ON). Pododdział miał być sformowany w mobilizacji powszechnej, w składzie Tarnopolskiej Półbrygady ON, według etatu batalionu ON typ I. Jednostką mobilizującą miał być 52 Pułk Piechoty Strzelców Kresowych, stacjonujący w garnizonie Złoczów. Brak danych na temat obsady personalnej batalionu i jego walk kampanii wrześniowej 1939.